# 타밀 문학
타밀 문학은 인도의 문학 중 한 분류로, 타밀어로 쓰여진 인도 문학들을 일컫는다. 타밀어로 쓰인 문학에는 2천 년 이상의 역사가 있으며, 현재 최초의 타밀 문학으로 입증된 것은 기원전 3세기의 석문 칙령과 영웅석(viirakkal, 영어: Hero stones)이다.